# Jan van der Bij
Jan van der Bij (* 25. September 1991 in Drachten) ist ein niederländischer Ruderer. Er gewann bis 2023 eine Silbermedaille bei Weltmeisterschaften. Bei Europameisterschaften erkämpfte er je eine Gold- und Bronzemedaille. Bei den Olympischen Sommerspielen 2024 gewann er die Silbermedaille im Achter.

## Sportliche Karriere
Der 1,89 Meter große Jan van der Bij rudert für die A.A.S.R. Skøll. Erst 2018 trat er erstmals im Ruder-Weltcup an. Bei den Europameisterschaften 2019 belegte er mit dem Vierer ohne Steuermann den zwölften Platz. Bis zu den Weltmeisterschaften in Ottensheim drei Monate später war der Vierer durch die Hereinnahme von Boudewijn Röell deutlich stärker geworden und erreichte den siebten Platz.
Wegen der COVID-19-Pandemie fanden die Europameisterschaften 2020 erst im Oktober in Posen statt. Jan van der Bij, Boudewijn Röell, Sander de Graaf und Nelson Ritsema gewannen den Titel im Vierer ohne Steuermann mit über zwei Sekunden Vorsprung vor den Italienern. Bereits im April 2021 folgten die Europameisterschaften in Varese. Der niederländische Vierer trat in der gleichen Besetzung wie im Vorjahr an. Hinter Briten, Rumänen und Italienern überquerten die Niederländer die Ziellinie als Vierte mit 0,72 Sekunden Rückstand auf die Drittplatzierten. Bei den erst 2021 ausgetragenen Olympischen Spielen in Tokio traten zehn Boote im Vierer-Wettbewerb an. Nach einem dritten Platz im Vorlauf erreichten die vier Niederländer mit einem zweiten Platz im Hoffnungslauf das A-Finale und wurden dann Sechste.
Bei den Europameisterschaften 2022 in München ruderte Jan van der Bij im Doppelvierer. Finn Florijn, Jan van der Bie, Simon van Dorp und Stef Broenink belegten als Zweite des B-Finales den achten Rang. Mit den gleichen vier Ruderern, aber mit gewechselten Positionen im Boot erreichte der Doppelvierer bei den Weltmeisterschaften in Račice u Štětí den vierten Platz mit einer Sekunde Rückstand auf die Bronzemedaille. 2023 bei den Europameisterschaften in Bled startete Jan van der Bij im Achter und gewann die Bronzemedaille hinter den Briten und den Rumänen. Drei Monate später bei den Weltmeisterschaften in Belgrad war die Besatzung des Achters zur Hälfte ausgetauscht worden. Der neu zusammengesetzte Achter erreichte die Ziellinie mit einer Sekunde Rückstand auf die Briten und mit einer Sekunde Vorsprung auf die drittplatzierten Australier. Bei den Olympischen Spielen 2024 in Paris wurde der niederländische Achter Zweiter mit einer Sekunde Rückstand auf die Briten.